# Station Zalesie Kraszeńskie
Station Zalesie Kraszeńskie is een spoorwegstation in de Poolse plaats Zalesie Krasieńskie.